# Сергієвка (Первомайський район)
Се́ргієвка (рос. Сергиевка) — село у складі Первомайського району Оренбурзької області, Росія.

## Населення
Населення — 567 осіб (2010; 670 у 2002).
Національний склад (станом на 2002 рік):
- росіяни — 82 %